# New York City Department of Parks and Recreation
Il New York City Department of Parks and Recreation, o in breve NYC Parks, è un'agenzia del governo di New York che è incaricata della manutenzione e della gestione dei parchi pubblici della città. I parchi statali della città, come Gantry Plaza State Park, sono amministrati dal New York State Office of Parks, Recreation and Historic Preservation.

## Storia
Prima del 1934, ciascuno dei cinque distretti aveva la propria Park Authorities. Il sindaco Fiorello LaGuardia ha incaricato l'urbanista Robert Moses di unirle in un'unica autorità. Questo nuovo dipartimento dei parchi di New York City ha assunto l'amministrazione delle singole agenzie. Nel 1938 il Dipartimento ricevette la responsabilità delle spiagge e dei marciapiedi a Coney Island, Rockaway Peninsula e South Beach dal Borough Presidents Office. L'attuale New York City Department of Parks and Recreation è stato fondato nel 1976 sotto il sindaco Abraham Beame.

## Compiti
L'ente amministra circa 5.000 parchi, parco giochi, piste ciclabili e spazi verdi su circa 113 km², che corrispondono a circa il 14% dell'area urbana. Comprende più di 800 campi sportivi, 550 campi da tennis, 1.000 parchi giochi, 66 stabilimenti balneari, 48 strutture ricreative, 17 centri naturalistici, 13 campi da golf e circa 20 chilometri di spiaggia pubblica. Ci sono anche circa 1200 monumenti, 23 musei e 1.600.000 alberi in città. Il più grande parco gestito da NYC Parks è il Pelham Bay Park nel Bronx, che copre 11 km². I parchi ben noti della città come Central Park, Prospect Park, Van Cortlandt Park, Flushing Meadows Park e Staten Island Greenbelt sono curati anch'essi da NYC Parks.

## Park Law Enforcement
Oltre alla manutenzione, NYC Park è anche responsabile della sicurezza nei parchi. Mantiene anche l'unità Parks Enforcement Patrol (PEP). Oltre ai normali compiti di polizia nei parchi, ci sono unità specializzate come unità a cavallo, unità nei porti turistici, unità che garantiscono la sicurezza in occasione di grandi eventi e unità di ricerca e soccorso.

## Urban Park Rangers
Gli Urban Park Rangers sono un gruppo di ranger che si prendono cura dei visitatori nei parchi. Tra le altre cose, conducono corsi nelle scuole, supportano gli insegnanti e organizzano eventi come avventure nel fine settimana e corsi d'avventura.

## Concessioni
NYC Parks concede e controlla le concessioni per tutti i commercianti nei parchi. Nel 2009 sono state assegnate circa 500 concessioni per la gestione di ristoranti e chioschi, nonché per attività ricreative, che comprende la gestione di piste di pattinaggio sul ghiaccio, maneggi, porti turistici e campi da golf, generando circa 110 milioni di dollari USA.

## Generale
Gli orari generali di apertura dei parchi sono dall'alba all'1 del mattino, i parchi giochi sono aperti dalle 8 del mattino al tramonto.
Oltre all'amministrazione del parco, NYC Parks organizza molti eventi pubblici come concerti e anteprime cinematografiche e mantiene veicoli che prestano gratuitamente attrezzature sportive come palline e minigolf nei cinque distretti.